# Шилово (Бабушкинский район)
Шилово — деревня в Бабушкинском районе Вологодской области.
Входит в состав Миньковского сельского поселения, с точки зрения административно-территориального деления — в Кулибаровский сельсовет.
Расстояние до районного центра села имени Бабушкина по автодороге составляет 49 км, до центра муниципального образования Миньково по прямой — 15 км. Ближайшие населённые пункты — Талица, Великий Двор, Заломье.
Население по данным переписи 2002 года — 15 человек.